# Pacta Conventa de Croacia

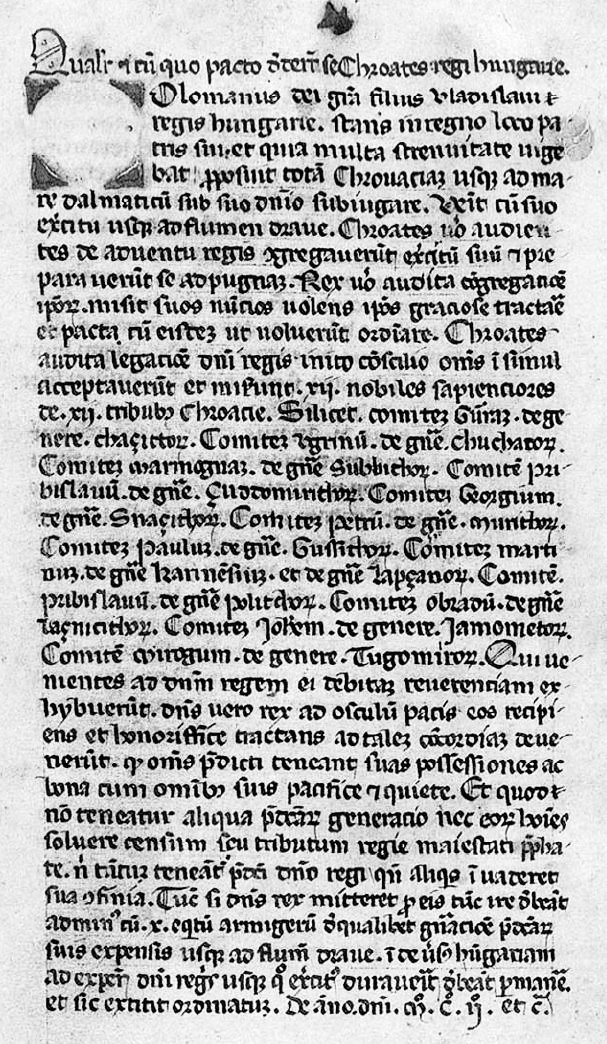
Pacta Conventa de Croacia.Museo de Budapest

Los pacta conventa (en latín acuerdos pactados) fueron unas capitulaciones entre el rey Colomán de Hungría y la nobleza croata en 1102 (la fecha es discutida, varios autores lo sitúan en 1100). Con ello dio comienzo la unión dinástica entre Hungría y Croacia. El cambio dinástico acontecido tras la derrota de Mohacs de 1526 que dio el trono a la dinastía Habsburgo y llevó a la unión posterior con Austria no cambió la naturaleza jurídica de dicho pacto.
La historiografía húngara los considera habitualmente una falsificación mientras que la croata los toma como auténticos. Es de destacar la defensa de la tesis de la falsificación por la medievalista croata Nada Klaić. Otros autores consideran que el documento puede datar del siglo XIV, siglos después de su supuesta fecha, aunque basado en el espíritu de un acuerdo de 1102.

## Circunstancias del acuerdo
Tras la muerte de Petar Svačić, último rey croata muerto en el campo de batalla en 1097, el ejército croata siguió luchando  y logró destruir las guarniciones húngaras en Eslavonia, restableciendo la frontera tradicional en el río Drava. A pesar de todo, la nobleza del país decidió llegar a un acuerdo.
El acuerdo fue desventajoso para el partido croata, que a pesar de todo lo tomó como un gran éxito político. El rey húngaro Colomán les ofreció "un acuerdo que les complaciera" a las grandes familias nobiliarias croatas: los Kačić, Kukar, Šubić, Svačić, Plečić, Mogorović, Gušić, Čudomirić, Karinjanin y Lapčan, Lačničić, Jamometić y Tugomirić.

## Contenido de los Pactos
El acuerdo determinaba que Croacia y Hungría serían gobernadas por el mismo gobernante como dos reinos separados. Cuando fue coronado en Biograd na Moru, Colomán juró todos los derechos públicos y estatales del reino y añadió algunos adicionales para la nobleza croata. Los croatas reconocieron a Colomán como rey de Croacia y Dalmacia y le prometieron ayuda militar en la guerra, a su coste en el lado croata del Drava y al de Colomán en el lado húngaro.
Colomán y sus sucesores fueron así investidos con todos los derechos de la realeza del reino de Croacia: nombrar al ban, otorgar concesiones de tierras y privilegios, certificar las leyes votadas por el Parlamento de Croacia, recaudar impuestos y tasas, poseer la "tierra real" (terra regalis) de la extinta familia real croata y tener el mando supremo sobre el ejército y la política exterior croata.

## Disputas sobre la autenticidad del documento
La autenticidad del documento es cuestionada. Las menciones más antiguas al mismo no se han logrado trazar antes de la segunda mitad del siglo XIV lo que ha hecho que sea llamado por algunos autores una falsificación. Varias partes del documento muestran efectivamente características diferentes y anacrónicas, aunque se podría explicar si se trata de una adaptación de un texto previo.
En 1915 y 1925, Milan Šufflay escribió sobre el documento, primero llamándolo falsificación y luego diciendo que era una "adenda" del siglo XIV a un manuscrito de Tomás el Archidiácono. El historiador húngaro János Karácsonyi lo consideró una falsificación del siglo XIV mientras que el historiador esloveno Ljudmil Hauptmann lo dató en el siglo XIII y los croatas Miho Barada y Marko Kostrenčić defendieron su origen en 1102. La también croata Nada Klaić sin embargo fue partidaria de que fuera una falsificación del siglo XIV. Stjepan Antoljak, en cambio, defendió que era una fuente incompleta en vez de una falsificación, llevando a Nada Klaić a desarrollar su "falta de opinión" en un artículo de 1959 donde rechazaba los trabajos previos de Oleg Mandić.
La incertidumbre es habitual dada la ambigüedad y falta de fuentes sobre las relaciones croato-húngaras en los siglos X-XII. Mientras que la historiografía croata, con autores como Ferdo Šišić, asume que Tomislav de Croacia reinaba sobre todas las tierras pobladas por croatas incluyendo Eslavonia, la historiografía húngara con autores como Gyula Kristó, Bálint Hóman o János Karácsonyi defiende que las tierras entre el Drava y el Sava no pertenecían a ninguno de los dos reinos. Nada Klaić sostiene que la segunda versión es posible dado el uso genérico de Eslavonia ("tierra de eslavos").
Aunque el documento en concreto es disputado, muchas fuentes asumen que debió haber algún tipo de capitulación similar en el periodo aunque puede que fuera consuetudinario u oral, dado que desde 1102 ambos reinos funcionaron en la práctica como una unión personal con gran autonomía croata. Algunos autores han especulado con que el documento fuera posterior a 1102 pero basado en los tres siglos de unión que discurrieron desde 1102 al siglo XIV. Notablemente Klaić cree que el manuscrito de Trogir, primera mención a los Pacta Conventa, no es el texto original de una capitulación sino una descripción de la situación política en el siglo XIV que traza hasta un origen anterior.
La naturaleza de esa relación, sin embargo, es fuente de más disputas. Muchos historiadores croatas consideran que el país retuvo su entidad en una unión dinástica, algo en lo que parte de los historiadores húngaros concuerdan, por lo que independientemente de la autenticidad del documento aceptan su contenido. Sin embargo, otros historiadores húngaros, así como historiadores serbios y el británico Daniel Power consideran que en 1102 Croacia se vio directamente anexionada por Hungría. Nada Klaić defendió que algún tipo de capitulación se debió dar en 1102 dadas las condiciones favorables para los croatas que pese a tener una autonomía variable en los siglos siguientes mantuvieron la elección de obispos y cargos religiosos, el no establecimiento de húngaros en sus ciudades y el mantenimiento de su autonomía municipal.
Los historiadores eslovenos Matjaž Klemenčič y Mitja Žagar también desarrollaron la idea de que los Pacta Conventa son una invención posterior, que ganó importancia para apoyar la posición política de Croacia en la Monarquía Habsburgo una vez que tanto Croacia como Hungría habían pasado a formar parte de esta. Klemenčič y Žagar coinciden con la postura de que Croacia dejó de existir como entidad bajo la corona de San Esteban, aunque la nobleza croata retuvo fuertes poderes locales. Tras la muerte de Luis II de Hungría en la batalla de Mohács en 1526, Fernando I de Habsburgo fue elegido rey de Croacia en el parlamento de Cetin de 1527. Desde el punto de vista de la historiografía croata, la situación fue aprovechada por el parlamento croata para reafirmar su estatus, afirmando que habían entrado en unión con Hungría libremente y que en igual libertad escogían a Fernando. La consideración implicaba también que el monarca podía ser distinto del que eligieran los húngaros al romperse la línea sucesoria con el fallecimiento sin herederos de Luis II. Algunos autores señalan que la historiografía austríaca nunca afirma la conquista de Croacia ni pone en duda la elección croata de 1526, en contraste con los debates sobre 1102.